# Massimo Troisi
Massimo Troisi (San Giorgio a Cremano, Nàpols, 19 de febrer de 1953 - Òstia, prop de Roma, 4 de juny de 1994) fou un cineasta, director, comediant, actor i guionista cinematogràfic italià.

## Biografia
Massimo Troisi neix en un petit poble proper a Nàpols en 1953, enmig d'una família nombrosa. De fet transcorre la seva infància en la casa familiar al costat dels seus pares, cinc germans, dos dels seus avis, diversos oncles i cinc cosins. Comença a actuar durant els seus estudis de secundària en el grup teatral "I saraceni", juntament amb Lello Sorra, Enzo Decaro, Valeria Pezza i Nico Mucci. En 1972, el grup es converteix en "Centre Teatre Spazio", establint-se en la localitat natal de Massimo i entroncant amb la tradició del teatre napolità.
En 1977, com evolució del Centre Teatre Spazio neix La smorfia, formació que arriba a l'èxit amb el trio compost per Troisi, Sorra i Decaro. A continuació arriba l'èxit televisiu. Ja abans de la televisió, la ràdio havia donat popularitat a La smorfia. El programa "Cordialment insieme" (Cordialment junts) dona a conèixer al gran públic la formació, que passa a la televisió amb el programa "Non stop" i, en 1979, "Lluna Park". Neixen en aquesta època els sketches més celebrats del trio, que finalitzen amb "ì è (vi piace)"-("Així és si així us sembla")-, títol que fa referència a la famosa obra del Premi Nobel de literatura Luigi Pirandello.
En 1981 debuta en el món del cinema amb "Ricomincio da tre" (Torno a començar des de tres), en la qual fa de director, guionista i protagonista, i que obté un gran èxit de públic i crítica. La seva segona obra important en el cinema és "Non ci resta che piangere" (Només ens queda plorar), direcció de la qual comparteix amb Roberto Benigni (cineasta toscà que hauria de guanyar l'Oscar anys després amb La vita è bella).
Posteriorment treballa com a actor a les ordres del director Ettore Scola en tres pel·lícules consecutives: Splendor (1989), Che ora è (també en 1989) i Il viaggio di Capitan Fracassa (1990). La seva última pel·lícula com a director va ser "Pensavo fosse amore i invece era un calesse", en 1991.
En 1994 realitza una magistral interpretació en el paper protagonista de la pel·lícula de Michael Radford Il postino, al costat de Maria Grazia Cucinotta.
Tot just vint-i-quatre hores després de finalitzar el rodatge, el 4 de juny, mor en Òstia mentre dormia, víctima d'una malaltia cardíaca que sofria des de feia temps.
Tota la seva fama, la deu a la pel·lícula excitant, divertida a estones i magnífica. Aquest home era Massimo Troisi, el millor actor i el més valorat en tota les pel·lícules italà-francès-belga.

## Filmografia

### Director
- Ricomincio da tre (1981)
- Morto Troisi, viva Troisi! (1982, especial televisió special)
- Scusate il ritardo (1983)
- Non ci resta che piangere (1984)
- Le vie del Signore sono finite (1987)
- Pensavo fosse amore, invece era un calesse (1991)

### Guionista
- Ricomincio da tre (1981)
- Morto Troisi, viva Troisi! (1982)
- Scusate il ritardo (1983)
- Non ci resta che piangere (1984)
- Le vie del Signore sono finite (1987)
- Pensavo fosse amore, invece era un calesse (1991)
- Il postino (1994)

### Actor
- Ricomincio da tre (1981)
- Morto Troisi, viva Troisi! (1982)
- No grazie, il caffè mi rende nervoso (1982)
- Scusate il ritardo (1983)
- F.F.S.S., cioè.. che mi hai portato a fare sopra a Posillipo se non mi vuoi più bene? (1983)
- Non ci resta che piangere (1984)
- Hotel Colonial (1986)
- Le vie del Signore sono finite (1987)
- Splendor (1988)
- Che ora è? (1989)
- Il viaggio di Capitan Fracassa (1990)
- Pensavo fosse amore, invece era un calesse (1991)
- Il postino (1994)

## Premis i nominacions

### Premis
- 1989: Copa Volpi per la millor interpretació masculina per Che ora è?

### Nominacions
- 1996: Oscar al millor actor per Il postino
- 1996: Oscar al millor guió adaptat per Il postino
- 1996: BAFTA al millor actor per Il postino
- 1996: BAFTA al millor guió adaptat per Il postino